# 바레인의 경제
바레인의 경제는 석유와 가스에 크게 의존하고 있다. 바레인 디나르는 세계에서 두 번째로 가치가 높은 화폐 단위이다. 20세기 후반부터, 바레인은 은행과 관광 분야에 많은 투자를 해왔다. 바레인의 수도인 마나마는 많은 대규모 금융 구조의 본거지이다. 바레인의 금융 산업은 매우 성공적이다. 2008년 바레인은 런던시 국제금융센터지수에 의해 세계에서 가장 빠르게 성장하는 금융 중심지로 선정되었다. 바레인의 은행 및 금융 서비스업, 특히 이슬람 은행업은 석유 수요에 의해 주도된 지역 호황의 혜택을 받았다. 석유는 바레인의 수출 품목으로 수출 수입의 60%, 정부 수입의 70%, GDP의 11%를 차지하고 있으며 알루미늄은 금융, 건설 자재 다음으로 수출량이 많은 품목이다.
2020년 경제자유지수에 따르면 바레인은 중동과 북아프리카 지역에서 4번째로 자유롭고 세계에서 40번째로 자유롭다. 프레이저 연구소가 발표한 대체 지수는 바레인을 70위에 올려놓았다. 바레인은 세계은행에 의해 고소득 경제국으로 인정받았다.

## 경제 개요
석유와 천연가스는 바레인 경제에 중요한 역할을 한다. 경제를 다각화하기 위한 노력에도 불구하고, CIA 월드 팩트 북에 따르면, 석유는 여전히 바레인 예산 수입의 85%를 차지하고 있으며, 이는 지난 몇 년 동안 낮은 에너지 가격이 2017년에만 GDP의 약 10%에 해당하는 상당한 재정적자를 발생시켰다는 것을 의미한다. 바레인은 중동과 북아프리카(MENA) 지역의 부유한 나라이며 경제는 석유 가스, 국제 은행, 관광업에 의존하고 있다.
2003년과 2004년에는 유가 상승과 서비스업 수입 증가로 국제수지가 개선되었다. 그 결과 경상수지는 2002년 3500만 달러의 적자와 비교해 2003년 2억1900만 달러, 2004년 4억4200만 달러의 흑자를 기록했다. 바레인의 총 국제 매장량은 2004년 16억 달러로 이전 3년(2001년~2003년)의 14억 달러에서 크게 증가했다.

## 투자
세계은행은 바레인 상장기업의 주식 시가총액을 2008년 기준 21,176만 달러로 평가했다. 바레인은 일반적으로 빠르게 성장하고 모두가 사업 기회를 창출할 수 있는 독특한 경제 창출에 개방적인 나라이다.

## 탄화수소 산업
바레인의 주요 천연자원은 석유와 천연가스뿐이다. 제한된 매장량 때문에 바레인은 2004년 이전 10년 동안 경제를 다각화하기 위해 노력해 왔다. 바레인은 하루 약 4만 배럴(6400m³)의 산유량을 안정적으로 유지하고 있으며, 매장량이 10~15년 지속될 것으로 예상된다. 바레인 석유 회사의 정제소는 1935년에 건설되었으며, 하루 25만 배럴(40,000 m³)의 용량을 가지고 있으며, 페르시아만에서 처음으로 건설되었다. 1980년 국영 바레인 국영석유회사에 정유사의 지분 60%를 매각한 데 이어 미국 기업인 칼텍스가 현재 40%를 소유하고 있다. 사우디아라비아는 대부분의 원유를 파이프라인을 통해 공급한다. 바레인은 사우디아라비아의 아부 사파 연안 유전으로부터 순 생산량과 수입의 많은 부분을 받고 있다.
바레인 국영 가스회사는 바레인 유전에서 직접 파이프로 연결된 가스를 이용하는 가스 액화 공장을 운영하고 있다. 가스 매장량은 현재 소비 속도로는 50년 정도 지속될 것이다. 걸프 석유화학공업 주식회사(GPIC)는 쿠웨이트 석유화학 산업, 사우디아라비아 기초산업 주식회사, 바레인 정부의 합작회사이다. 1985년에 완공된 이 공장은 수출용 암모니아, 메탄올, 요소를 생산한다.